# استفان مارکوویچ
استفان مارکوویچ (صربی: Стефан Марковић، زاده ۲۵ آوریل ۱۹۸۸) بازیکن بسکتبال اهل صربستان است.
وی سابقه بازی در تیم‌هایی همچون یونیورسو ترویزو و والنسیا را در کارنامه دارد.